# NGC 136
NGC 136 (również OCL 295) – gromada otwarta znajdująca się w gwiazdozbiorze Kasjopei. Odkrył ją William Herschel 26 listopada 1788 roku. Jest położona w odległości ok. 17 tys. lat świetlnych od Słońca.